# Списък на царете на Тиринт
Списък на царете на Тиринт, град в Древна Гърция на полуостров Пелопонес, основан от Прет през 14 век пр.н.е. Персей основава град Микена.

## Митични царе
| Име       | Управление          | Управление          | Управление          |
| --------- | ------------------- | ------------------- | ------------------- |
| Прет      | 14 век пр.н.е.      | 14 век пр.н.е.      | 14 век пр.н.е.      |
| Мегапент  | 14 век пр.н.е.      | 14 век пр.н.е.      | 14 век пр.н.е.      |
| Персей    | 14 век пр.н.е.      | 14 век пр.н.е.      | 14 век пр.н.е.      |
| Алкей     | 14 век пр.н.е.      | 14 век пр.н.е.      | 14 век пр.н.е.      |
| Амфитрион | 14 век пр.н.е.      | 14 век пр.н.е.      | 14 век пр.н.е.      |
| Стенел    | 14 век пр.н.е.      | 14 век пр.н.е.      | 14 век пр.н.е.      |
| Евристей  | 14 / 13 век пр.н.е. | 14 / 13 век пр.н.е. | 14 / 13 век пр.н.е. |